# البرغوتية (حماة)
البرغوتية هي إحدى قرى ريف السلمية الشرقي، تتبع إداريًا إلى ناحية بري الشرقي في حماه، سوريا. عدد سكانها 120 نسمة.
- يعود تاريخ إنشاءها إلى ثلاثينيات القرن الماضي.